# دکووتا دون (داکوتای جنوبی)
دکووتا دون(به انگلیسی: Dakota Dunes) شهری در ایالت داکوتای جنوبی کشور ایالات متحده آمریکا است که جمعیت آن در سرشماری سال ۲۰۱۰ میلادی، ۲٬۵۴۰ نفر بوده‌است.